# Fabrice Brun
Pour les articles homonymes, voir Brun.
 (mai 2021).
Fabrice Brun, né le 2 avril 1968 à Avignon (Vaucluse), est un homme politique français. Il est député de la 3e circonscription de l'Ardèche depuis le 18 juin 2017.

## Biographie
Après des études au lycée Olivier de Serres à Aubenas, Fabrice Brun obtient un brevet de technicien supérieur agricole (BTSA) Techniques agricoles et gestion d'entreprise, suivi d'un certificat de spécialisation informatique en formation professionnelle. Il commence sa carrière professionnelle comme technicien agricole à la chambre d'agriculture de l'Ardèche puis il deviendra directeur départemental de la FDSEA de 1995 à 1997[source insuffisante].

### Carrière politique
Sa carrière politique commence en mars 2001, lorsqu'il est élu conseiller municipal d'Ucel (2 000 habitants) sur la liste du maire Bernard Perrier puis conseiller communautaire du Pays d'Aubenas-Vals en 2003.
La même année, Fabrice Brun devient assistant parlementaire de Jean-Claude Flory, député UMP de la 3e circonscription de l'Ardèche, puis les années suivantes il prend la présidence départementale du Parti radical valoisien. Il est candidat en 3e position lors des élections régionales de 2010, sur la liste de Mathieu Darnaud et deviendra conseiller régional de Rhône-Alpes le 5 octobre 2014 — en remplacement de Darnaud élu au Sénat — jusqu'au 13 décembre 2015,. La victoire de la socialiste Sabine Buis lors des élections législatives de juin 2012 lui fait perdre son poste d'assistant parlementaire. 
Il parraine Laurent Wauquiez pour le congrès des Républicains de 2017, scrutin lors duquel est élu le président du parti.

#### Depuis 2017: députation
Fabrice Brun est désigné comme candidat d'union Les Républicains-UDI pour les législatives de juin 2017 dans la 3e circonscription de l'Ardèche, circonscription couvrant le sud-ouest et l'intérieur du département, autour de la ville de Largentière. Il y est élu député au second tour le 18 juin, avec 54,77 % contre 45,23 % pour le candidat de La République en marche (LREM), Matthieu Peyraud.
Le 19 juin 2022, Fabrice Brun, candidat LR, est réélu député de la troisième circonscription de l'Ardèche face à la candidate de la NUPES, Florence Pallot, avec 57,10 % des suffrages.
En octobre 2023, il devient membre apparenté du groupe Les Républicains.
Après la dissolution du 9 juin 2024, il se représente aux législatives et quitte LR. Lors du premier tour, il arrive en troisième position avec 26.48% des voix derrière le candidat du Rassemblement national (31,95 %) et la candidate de La France insoumise (28,31 %). Malgré les appels au désistement, Fabrice Brun refuse de se retirer au profit de cette dernière. Il est finalement réélu le 7 juillet 2024 en arrivant en tête du second tour avec une avance de seulement 37 voix sur son concurrent du RN.

## Liste des mandats
- 11 mars 2001 - 9 mars 2008 : conseiller municipal d'Ucel
- 5 octobre 2014 - 13 décembre 2015 : conseiller régional de Rhône-Alpes
- depuis le 21 juin 2017 : Député de l'Ardèche
- depuis le 2 juillet 2021 : Conseiller régional d'Auvergne-Rhône-Alpes